# Прелюдия к поцелую (фильм)
«Прелюдия к поцелую» (англ. Prelude to a Kiss) — романтическая фэнтэзийная кинокомедия режиссёра Нормана Рене по сценарию Крейга Лукаса, основанном на его одноимённой пьесе. Главные роли в фильма Алек Болдуин, Мег Райан и Сидни Уокер.

## Сюжет
Герои Алека Болдуина и Мег Райан — идеальная пара. Всё у них хорошо, и, недолго думая, они решают пожениться. Но, во время свадебного торжества невесть откуда взявшийся старец по традиции целует невесту и желает ей счастья и здоровья.
Это событие не проходит для девушки бесследно. Постепенно она начинает меняться в прямом и переносном смысле. Молодой муж в панике, медицина бессильна. Всему виной злополучный старик, который, поцеловав невесту, поменялся с ней душами…

## В ролях
- Алек Болдуин — Петер Хоскинс
- Мег Райан — Рита Бойл
- Сидни Уокер[англ.] — Джулиус
- Кэти Бейтс — Leah Blier
- Нед Битти — мистер Бойл
- Патти Дьюк — миссис Бойл
- Стэнли Туччи — Тэйлор
- Дебра Монк — тётушка Дороти
- Ферн Персонс — старушка

## Критика
В своем обзоре в The New York Times Винсент Кэнби сказал: «Печальные новости об этой экранизации заключаются в том, что она представляет собой жестокую критику проблем, которые по какой-то причине не казались важными в сценической постановке. Фильм не только без обаяния и остроумия, но и изложен неуклюже. Открытая пленка неуклюже качается, как на костылях. На фоне Чикаго, Северного побережья и Ямайки Питер, Рита и Джулиус становятся второстепенными персонажами, интересными только странной ситуацией, в которой они оказались. В них отсутствует какая-либо убедительная особенность. Тот же самый диалог, который достаточно хорошо звучал на сцене, теперь звучит лукаво и застенчиво».
Роджер Эберт из Chicago Sun-Times поставил 3 звезды из 4 и сказал о фильме: «Хотя он, вероятно, мог бы сделать больше со своей историей, то, что он делает, нежно и трогательно. Фильм довольно сложно классифицировать, что является одной из его сильных сторон».